# Nedjeljom u dva
Nedjeljom v dva je pogovorna oddaja hrvaške nacionalne televizije, ki jo predvajajo vsako nedeljo popoldne ob 14. uri na HRT 1. Vodi jo Aleksandar Stanković.
V enourni oddaji običajno nastopi en sam gost, povezan s pomembnim političnim, kulturnim ali gospodarskim dogodkom, ki je prišel na dan pred kratkim. Vsaka oddaja se običajno začne s kratkim odlomkom, ki predstavi osebo, predstavljeno v oddaji, preden se spremeni v skoraj enourni intervju med Stankovićem in njegovim gostom.
V oddaji so se pojavili številni ugledni hrvaški in mednarodni politiki, umetniki, glasbeniki, znanstveniki in športniki, od katerih so nekateri bili v veliki meri prisotni v medijskem poročanju in polemikah o dotičnem dogodku.

## Zgodovina
Oddaja, ki so je prvič predvajali 8. oktobra 2000 z gostom Ivom Sanaderjem, je skozi leta doživela nekaj sprememb formata. Sprva se je oddaji v intervjuju poleg Stankovića pojavljalo več novinarjev, postopoma pa so drugi novinarji izginjali in oddaja se je spremenila v enourni intervju s Stankovićem kot edinim voditeljem. Nekaj časa je imela oddaja tudi majhno studijsko občinstvo, sestavljeno iz študentov novinarstva, ki so lahko v zadnjem delu oddaje postavljali dodatna vprašanja. Oddaja je imela tudi telefonske ankete z vprašanji, povezanimi z aktualnim gostom. Nekatere izdaje so bile vnaprej posnete tudi na drugih lokacijah.
Nedjeljom v dva je hitro postala ena najbolj priljubljenih oddaj HRT, predvsem zaradi Stankovićevega polemičnega pristopa do gostov. Med pomembnejšimi gosti so bili Zdravko Mamić, Zoran Milanović, Lepa Brena, Slavoj Žižek, Toni Kukoč, Rambo Amadeus, Ivo Josipović, Mira Furlan, Boris Tadić, Ivan Gašparovič, Gari Kasparov, Emir Kusturica, Kolinda Grabar-Kitarović, Mirko Filipović, Dan Brown, in Ivan Pernar.